# زبان ننتسی توندرا
زبان ننتسی توندرا گونه‌ای از زبان‌های ننتسی از خانواده زبان‌های اورالی و گروه زبان‌های سموئیدی است که در یامالو-ننتس و رود ینی‌سئی واقع در شمال روسیه توسط پاره‌ای از اقوام بومی آن منطقه تکلم می‌شود. این زبان که با خواهر دیگرش یعنی زبان ننتسی جنگل حالت دو گویش از یک زبان واحد را دارند به خط سیریلیک نوشته می‌شود. گویشوران این دو زبان که از اقوام ننتس هستند در دو منطقه جنگلی و توندرا زندگی کرده و همین مموجب تفاوت‌هایی در گویش آن‌ها شده‌است.